# Rödelheim

Le quartier (en rouge) au sein de l'arrondissement (en gris foncé) et de la ville (en gris clair)

Francfort-Rödelheim (en allemand : Frankfurt-Rödelheim) est un quartier (Stadtteil) de Francfort-sur-le-Main.

## L'histoire juive à Rödelheim
À partir du XVIIe siècle, Rödelheim devient une source de folklore kabbale yiddish. Une édition du Ma'assebuch y est publiée en 1753 par Jona ben Josche Gamburg et imprimée par Karl Reich.  
En 1799, l'éditeur et érudit Benjamin Wolf Heidenheim fonde une imprimerie qui publie des livres de prières et des ouvrages théologiques juifs. Heidenheim vit ensuite à Rödelheim jusqu'à sa mort en 1832. De nombreux exemplaires de ces livres se trouvent dans la collection du Musée juif de Suisse.   
Entre 1680 et 1700, la communauté juive se réunit dans une grange. La première synagogue a été fondée en 1730 dans la Schulstraße n° 9 (aujourd'hui Inselgäßchen). À cette époque, la communauté juive comptait environ 80 personnes. La communauté juive de Rödelheim dépendait du rabbinat de Gießen.  

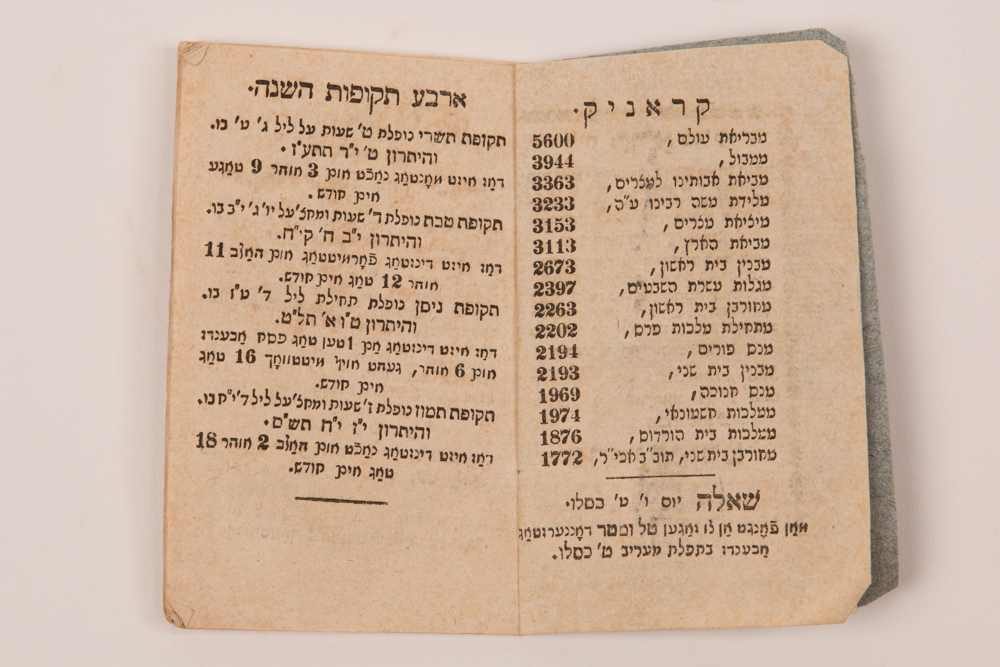
Calendrier hébraïque pour l'année 1840/41. Imprimé par I. Lehrberger u. Comp., Rödelheim. Dans la collection du Musée juif de Suisse.

En raison de la croissance de la communauté, une nouvelle synagogue est construite et consacrée le 29 juin 1838. Ludwig Thudichum, pasteur de la Cyriakusgemeinde protestante, prononça le discours d'inauguration. La synagogue se caractérisait par un style architectural “oriental”. Elle fut endommagée dans la nuit du 9 au 10 novembre 1938 ("Kristallnacht"), l'intérieur ayant été incendié. Les derniers résidents ont dû quitter le bâtiment le 3 novembre 1939, après quoi le bâtiment fut utilisé comme entrepôt pour un atelier de réparation automobile. Le bâtiment  est détruit par les bombes alliées le 22 mars 1944. 

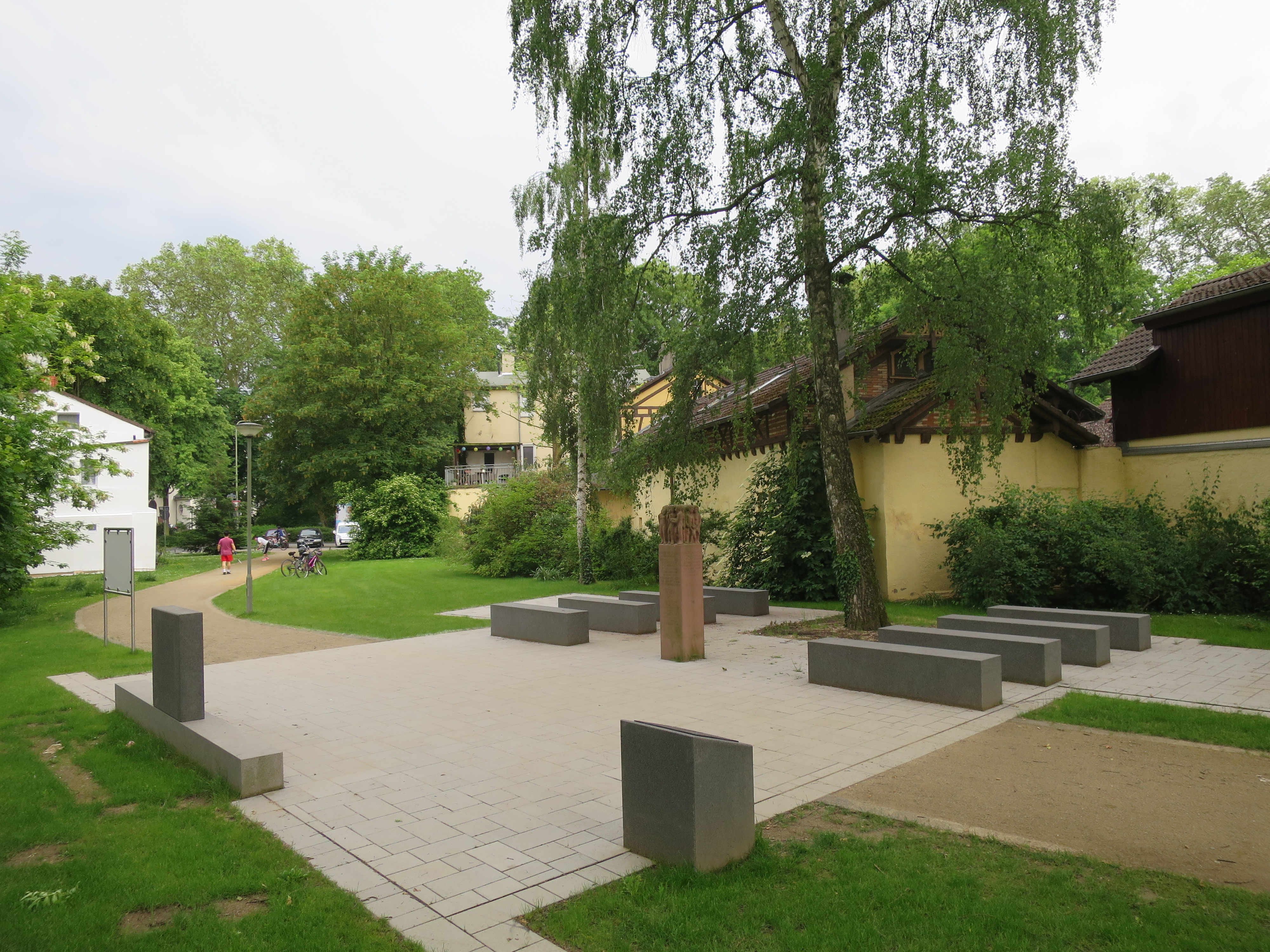
Mémorial de l'ancienne synagogue de Francfort-Rödelheim

Aujourd'hui, le site de la synagogue est marqué par un mémorial érigé en 1979, réalisé par le sculpteur Christof Krause. Une extension y a été ajoutée en 2015, avec une rangée de pavés indiquant le contour de la synagogue avec 8 blocs de pierre indiquant les rangées de sièges. Une pierre avec le relief d'une ménorah marque l'emplacement de l'ancien sanctuaire de la Tora. En outre, il existe à Rödelheim un certain nombre de Stolpersteine (pierres trébuchantes) commémorant la vie des Juifs et d'autres personnes persécutées sous le régime national-socialiste. 